# Парса (жанр)
Парса (перс. — відрізок, клапоть, шматок) — літературний жанр, невеликий за об'ємом поетичний або прозовий твір, створений на основі невеликою художньої деталі, характеризується композиційною і тематичною цілісністю. 
Парса має філософський і повчальний характер і включає в себе афористичну думку. 
В башкирській літературі 19 — початку 20 століття розвиток жанру парса пов'язаний з творчістю Акмулли( «Ут» — «Вогонь», «Ер» — «Земля», «Һыу» — «Вода» і ін.), Ш.Бабича («Хәлебеҙҙән бер күренеш» — «Сцена з нашого життя» и др.), М.Гафури («Ниңә кәрәк ине?» — «Навіщо це було потрібно?» і ін.). Починаючи з другої половини 20 століття — початку 21 століття до жанру парси звертались С.Алібай, К. Аралбай, Р. Т. Бікбаєв, М.Галі, К.Даян, С.Кудаш, Н.Наджмі, Р. С. Назаров, З. Г. Ураксін, Г. Б. Хусаінов, М.Ямалетдін і ін.